# 江铭
江铭（1932年6月—），男，汉族，江苏丹阳人，中共党员，享受国务院特殊津贴专家，曾任华东师范大学副校长。

## 生平
1951年至1953年在安徽大学（现安徽师范大学）教育系学习，1953年随院系调整调往华东师范大学学习，先后读完本科和研究生课程，师从教育家孟宪承先生。毕业后留校工作，历任华东师范大学教育系副主任，教科所所长、副教授，教育管理学院院长，华东师范大学副校长、教授等职。:18
主要从事中国教育史研究工作，主持数项国家教委科研项目，发表论文多篇，主编《中国教育督导史》等著作5部。被评为全国优秀教育工作者。
曾兼任中国教育学会理事、学术委员会委员，中国高等教育学会理事，全国教育史研究会副会长兼秘书长。